# سایبرپانک ۲۰۷۷: فانتوم لیبرتی
سایبرپانک ۲۰۷۷: فانتوم لیبرتی (انگلیسی: Cyberpunk 2077: Phantom Liberty) یک بازی ویدئویی در سبک نقش‌آفرینی اکشن ساخته استودیو سی‌دی پراجکت است که به‌عنوان یک بسته الحاقی برای سایبرپانک ۲۰۷۷ (ارائه شده در سال ۲۰۲۰ میلادی) منتشر شد. این بسته نقشه و مراحل جدیدی را ارائه می‌دهد. در ویران‌شهر دنیای سایبرپانک، بازیکن نقش «V» را بر عهده دارد که مزدوری است که تلاش دارد جان رئیس‌جمهور ایالات جدید متحده (NUSA) که هواپیمایش در ناحیهٔ بی‌قانون Dogtown سقوط کرده است را نجات دهد. این بسته الحاقی برای مایکروسافت ویندوز، پلی‌استیشن ۵، ایکس‌باکس سری اکس و سری اس در سپتامبر ۲۰۲۳ منتشر شد و مورد تحسین منتقدان قرار گرفت و بیش از ۵ میلیون نسخه از زمان انتشار فروش داشته است.